# La notte di Natale
La notte di Natale (The Night Before Christmas) è un cortometraggio di animazione del 1933 diretto da Wilfred Jackson. Il film è incluso nella collana Sinfonie allegre, creato apposta per il periodo natalizio da Walt Disney, con protagonista Babbo Natale. Il film è inoltre il seguito di Papà Natale, uscito un anno prima.

## Trama
In una casetta vive una famiglia povera con tanti bambini piccoli. La notte di Natale, Babbo Natale si cala dal camino e, dopo aver messo un abete di Natale in casa, chiama a raccolta i giocattoli con una trombetta. Essi iniziano a decorare l'albero, in modi abbastanza improbabili, mentre Babbo Natale mette nelle calze dei bambini dei giocattoli. Quando hanno finito tutto, Babbo Natale e i giocattoli si mettono a suonare e a ballare. All'improvviso i bambini si svegliano e Babbo Natale è costretto ad andarsene per le altre case, ma ormai tutto è stato predisposto in tempo e i bambini possono giocare con i loro regali.

## Distribuzione

### Homevideo
Il film è stato inserito nell'edizione in VHS del 1982 del film L'asinello, in quella del novembre 1985 del film Cartoons Classici - Silly Symphonies e in quella del dicembre 2001 de Le più belle storie di Natale di Walt Disney, senza i titoli di testa e di coda. Il cortometraggio è stato incluso nel DVD Favoloso Natale con gli Amici Disney!.